# Мино Димитров
Минчо (Мино) Димитров е български революционер, деец на Вътрешната македоно-одринска революционна организация.

## Биография
Мино Димитров е роден в охридското село Сливово, тогава в Османската империя. Присъединява се към ВМОРО, а след атентат извършен от Петър Чаулев в село Песочани е арестуван и изтезаван в Битолския затвор. През Илинденско-Преображенското въстание е четник в четата на Сотир Атанасов в кривопаланечко. При избухването на Балканската война в 1912 година е доброволец в Македоно-одринското опълчение в 4 рота на 9 велешка дружина.. След това е заловен от новите сръбски власти и е вкаран в затвор. След освобождението му емигрира в България. Живее в бедност и е член на Илинденското дружество в София. Умира на 16 май 1936 година в Муселиево, погребан е с пари от местния клон на популярната банка.